# Siagrio de Autun
San Siagrio de Autun (Saint Siacre en francés) (f. 600) fue obispo de Autun. Es venerado como santo por la Iglesia católica. 

## Biografía
Fue obispo de Autun desde 560 hasta su muerte y viajó a Nanterre con Gontrán I para el bautismo de Clotario II. Dio alojo a San Agustín de Canterbury en su viaje a Inglaterra. El papa Gregorio I otorgó a Siagrio el palio y decretó que los obispos de Autun tuvieran precedencia en Francia después de la Archidiócesis de Lyon. Sus reliquias se conservan en Val-de-Grace en París.